# Gurney Halleck
Gurney Halleck (10135-10226) Frank Herbert Dűne című regényében az Atreides-ház kard-és harcmestere.
August és Oltora Halleck legidősebb fia, később Paul Atreides egyik harcászati-katonai oktatója, Duncan Idaho mellett. Zeneszeretete miatt - a baliset nevű, lanthoz hasonlatos hangszeren szerzett jártasságot - trubadúr-harcosnak is nevezik.

## Története
Az Arrakison lezajlott, Atreides-ház ellen intézett támadás során az egyik hadtestet vezeti, és kevés embere élén túléli az inváziót. A fűszercsempészekhez menekül, akiknek vezetője, Staban Tuek, szolgálatába fogadja. Éveken át marad a csempészekkel és a bolygó új-régi urait, halálos ellenségeit, a Harkonnen-ház tagjait és azok hűbéreseit irtja. Egy ízben Paul fremen-szabadcsapatába futnak, itt találkozik újra mester és tanítvány, hűbéres és immár hűbérúr. Innentől Halleck új ura, Paul oldalán harcol. Mivel meg van győződve afelől, hogy a hajdani hercegi ágyas, Paul anyja, Jessica felelős Leto herceg elárulásáért és haláláért, az első alkalommal megkísérli beteljesíteni vérbosszúját a nő felett. Mikor Jessica ártatlansága bebizonyosodik, eláll szándékától és teljes hűséggel követi Pault a Harkonnenek, valamint az uralkodó Corrino-ház elleni hadjáratba.